# Cephaloscyllium speccum
Cephaloscyllium speccum és una espècie de peix de la família dels esciliorrínids i de l'ordre dels carcariniformes.

## Morfologia
- Els mascles poden assolir 68 cm de longitud total.[4]

## Hàbitat
És un peix marí de clima tropical que viu entre 150-455 m de fondària.

## Distribució geogràfica
Es troba a Austràlia.